# Picassa

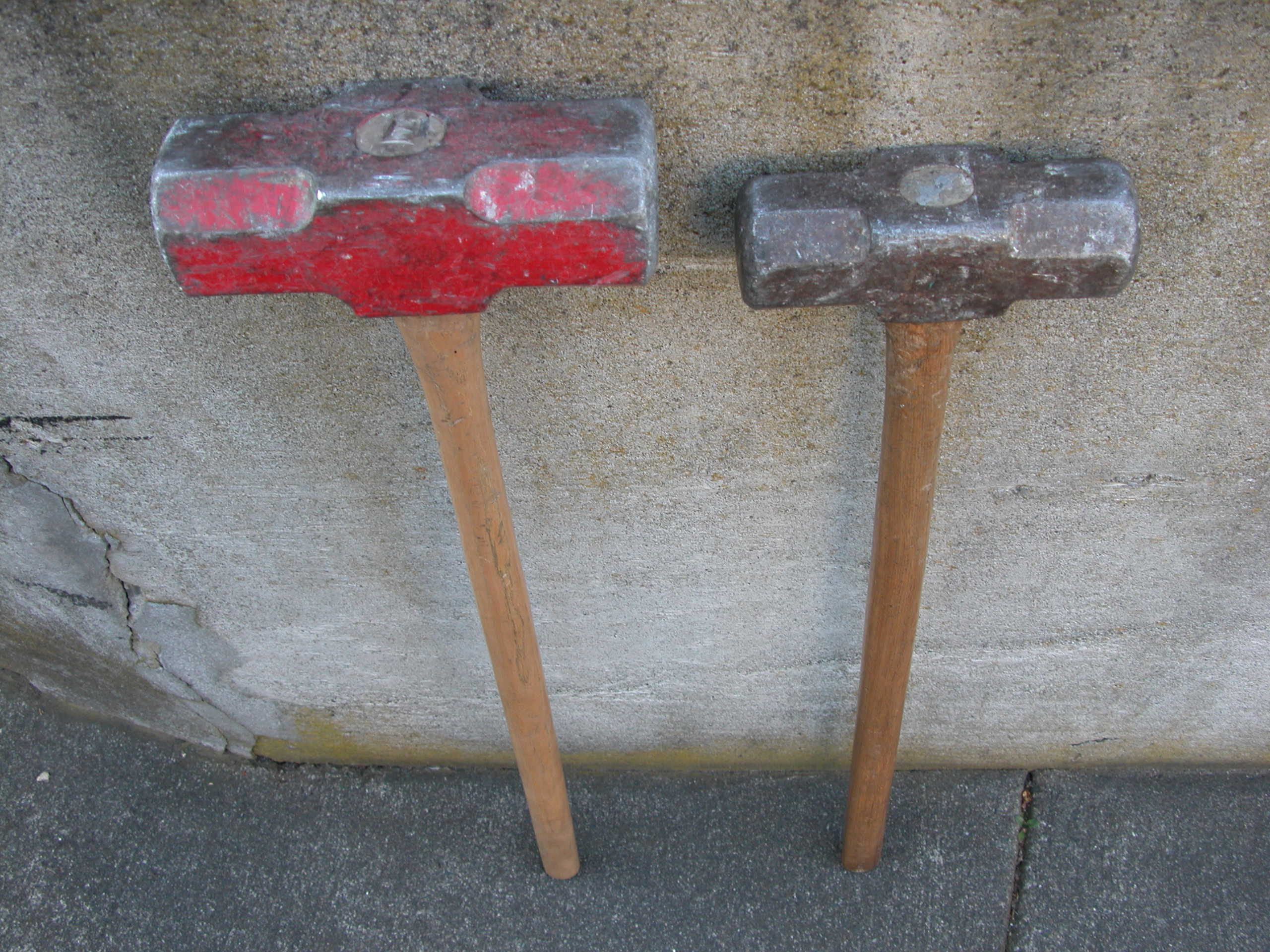
Dues picasses de diferent pes

Una picassa és una mena de martell molt gros i feixuc (generalment sol pesar 9 kg) que serveix per a trossejar pedres i que és emprat pels trencadors de pedra i margers per a la construcció d'estructures de pedra seca.
La picassa és formada per una peça metàl·lica de 34 cm de llargària que per un costat és plana i quadrada (la sola) i té una secció de 5,5 cm, i per l'altra té una punta. Al mig de la part metàl·lica té un ull per on passa l'extrem del mànec, el qual de 75 cm de llargada.

## Forma d'ús.
El mànec s'agafa amb les dues mans. Es colpeja per la part de la sola cercant els punts de trencament de la pedra; després amb la punta s'acaba d'obrir la pedra. S'utilitza per al pedreny de grans dimensions.

## Material de les peces.
El mànec és de fusta (normalment d'ullastre -Olea europaea-) i element percutor és de ferro amb el cap acerat.

## Descripció
És una eina composta d'una peça de ferro amb un ull central en el qual va aficat un mànec de fusta, té un cap pla de secció quadrada (sola) i un altre acabat en punta. EI picassó tradicional té l'extrem de la sola més estret que els emprats actualment. Pel que fa a la mida, té un mànec de 61 cm, peça de ferro de 24,5 cm de llargària i secció de 3 x 3,5 cm a la sola. A les Illes Balears, les dimensions varien segons la comarca. A Llucmajor i altres zones de pedreny tou, la peça de ferro del picassó es mes prima i allargada que en les de la serra de Tramuntana. El seu pes és de 5,2 kg. Està fet amb mànec de fusta (normalment d'ullastre -Olea europaea-) i element percutor de ferro amb el cap acerat. La seva utilitat és retocar les voreres d'una roca que surt massa, escapçar una pedra que fa nosa i adobar les pedres més grosses d'un marge. Per utilitzar-lo es colpeja la pedra amb la sola per adobar-la i amb la punta es poden retocar les imperfeccions.